# Тиберій Семпроній Лонг (консул 218 року до н. е.)
Тиберій Семпроній Лонг (укр. Tiberius Sempronius Longus; близько 260 до н. е. — 210 до н. е.) — політичний. державний та військовий діяч Римської республіки, консул 218 року до н. е.

## Життєпис
Походив з впливового плебейського роду Семпроніїв. Про молоді роки мало відомо. У 218 році до н. е. обрано консулом разом з Публієм Корнелієм Сципіоном. Як провінцію отримав Сицилію з можливістю діяти в Африці (в умовах можливої війни з Карфагеном). У своє розпорядження отримав 2 легіони, 16 тисяч піхоти й 1800 кінноти союзників, а також флот у 160 квінкверем (великих кораблів). З початком війни з Карфагеном атакував о. Меліту (сучасна Мальта), де розбив карфагенську залогу на чолі із Гамількаром, сином Гісгона. Після цього намагався захопити карфагенський флот біля о. Вулкан, проте марно. За наказом сенату рушив на північ Італії, куди підступив Ганнібал. Тут у нього стався конфлікт з іншим консулом Сципіоном щодо тактики війни з Ганнібалом. Зрештою 18 грудня відбулася битва при Требії, де римляни зазнали поразки. після цього Семпроній був змушений відступити на південь. Тут передав війська Сципіону, а сам рушив до Риму, де провів вибори нових консулів.
Надалі знаходився у римському війську під час Другої пунічної війни, що тривала в Італії. У 215 році до н. е. завдав карфагенянам на чолі із Ганноном поразки при Грументі, вслід за цим захопив міста Верцелій, Весцелій, Сіцилін у Луканії.
Після цього обрано одним з децемвірів для жертвопринесень. Помер у 210 році до н. е.

## Родина
- Тиберій Семпроній Лонг, консул 194 року до н. е.